# Papyrus 103
Papyrus 103 (nach Gregory-Aland mit Sigel {\displaystyle {\mathfrak {P}}}103 bezeichnet) ist eine frühe griechische Abschrift des Neuen Testaments. 

## Beschreibung
Dieses Papyrusmanuskript des Matthäusevangeliums enthält nur die Verse 13,55–56; 14,3–5. Mittels Paläographie wurde es auf das 3. Jahrhundert datiert.
Wahrscheinlich gehörte es mit Papyrus 77 zu einem Kodex.

## Text
Der griechische Text des Kodex repräsentiert den Alexandrinischen Texttyp.
In Matthäus 13,55 hat der Bruder Jesu den Namen Ιωσης statt Ιωσηφ. Es ist der älteste Zeuge für diese Textvariante.

## Aufbewahrungsort
Die Handschrift wird zurzeit in der Bodleian Art, Archaeology and Ancient World Library unter der Signatur P. Oxy. 4403 in Oxford aufbewahrt.

### Abbildungen
- P.Oxy.LXIV 4403 "POxy: Oxyrhynchus Online"
- {\displaystyle {\mathfrak {P}}}103 recto
- {\displaystyle {\mathfrak {P}}}103 verso

### Offizielle Registrierung
- „Fortsetzung der Liste der Handschriften“ Institut für Neutestamentliche Textforschung, Universität Münster. (PDF-Datei; 147 kB)